# 318 Magdalena
318 Magdalena (mednarodno ime je tudi 318 Magdalena) je asteroid v glavnem asteroidnem pasu. Kaže značilnosti treh tipov asteroidov (C, X in F ).

## Odkritje
Asteroid je odkril francoski astronom Auguste Charlois ( 1864 – 1910) 24. septembra 1891 v Nici.. 

## Lastnosti
Asteroid Magdalena obkroži Sonce v 5,71 letih. Njegova tirnica ima izsrednost 0,084, nagnjena pa je za 10,641° proti ekliptiki. Njegov premer je 85 km .